# Ксеноцентризм
Ксеноцентризм (греч. ξένος (xénos) — иностранный, чужеземный, лат. centrum — центр круга, средоточие) — убеждение, что продукты, стили и идеи своего собственного общества ниже по уровню, чем те, которые происходят из других мест. Ксеноцентризм подразумевает склонность одних культур рассматривать другие как превосходящие свои собственные. Это явление представляет собой обратную сторону этноцентризма, то есть склонности человека, этнических и этноконфессиональных групп оценивать все жизненные явления сквозь призму ценностей своей этнической группы, рассматриваемой в качестве эталона.
В психологическом плане, ксеноцентризм считается видом девиантного поведения, так как оказывает влияние на социальные нормы. При определённых обстоятельствах благодаря ксеноцентризму можно выявить и исправить недостатки, присущие той или иной культуре.

## Понятие
Понятие «ксеноцентризм» было введено американскими социологами Дональдом Кентом и Робертом Бернайтом в статье «Групповой центризм в сложном обществе» (1952 г.), опубликованном в «Американском журнале социологии».

«Контакты c другими культурами могут привести к одному из следующих взглядов на другую культуру: с точки зрения этноцентризма – предпочтение отдается собственной культуре; ксеноцентризм же, наоборот, предполагает предпочтение чужой культуры; в рамках культурного релятивизма каждая культура оценивается с точки зрения её конкретных обстоятельств и ценностей… ксеноцентризм можно определить, как взгляд на вещи, при котором чужая группа считается центральной, тогда как другие, включая собственную, измеряются и оцениваются в сравнении с ней». — Donald P. Kent and Robert G. Burnight «Group Centrism in Complex Societies»
Джон Д. Фуллмер из Университета Бригама Янга предположил, что ксеноцентризм исходит из попытки человека исправить своё этноцентричное представление. Он утверждал, что человек компенсирует своё этноцентричное представление и начинает больше учитывать идеи и потребности других социальных групп. Таким образом, богатый филантроп может услышать о неизвестной болезни в далёкой стране и начать инвестировать в её исследование, несмотря на то, что эта проблема находится за пределами его страны и не является для неё приоритетной.
Джон Д. Фуллмер отмечает, что ксеноцентризм является важным шагом от врождённого этноцентризма к состоянию, обозначенному Фуллмером как «Омницентризм». Это идеальное конечное состояние характеризуется полным отсутствием какой-либо предвзятости, основанной на хорошей осведомлённости о культуре, поэтому позволяет выступать как за, так и против своей собственной культуры. Шаг от этноцентризма к ксеноцентризму может сделать только человек, который руководствуется этическими принципами. Однако многие оказываются не в состоянии сделать этот шаг и продвинуться за пределы этого состояния, они остаются под влиянием предвзятости нездорового проявления ксеноцентризма.
В своей диссертации на соискание учёной степени доктора философии, Стивен Джеймс Лоуренс предполагает, что ксеноцентризм может сильно повлиять на принятие решения о покупке, поскольку покупатель может отдавать предпочтение продукции, произведенной за пределами группы, к которой он принадлежит.

## Истоки возникновения явления
Ксеноцентризм часто встречается у бывших колониальных народов и объясняется за счёт социальной психологии этих народов, которые воспринимали колонизаторов как нацию, превосходящую их. Колонизированные народы долгое время считались отсталыми людьми, которые привыкли перенимать образы, идеи и традиции колонизаторов, даже если это могло привести к принижению значения собственной культуры.  Исследования Салазара в Латинской Америке и Герта в Азии показали, что нации, социально-экономическое и культурное развитие которых зависело или зависит от иностранного государства, как правило, сравнивают себя с этим государством и испытывают чувство неполноценности.
Антрополог Татьяна Алексич из Нишского университета в Сербии в своей книге «Благосклонный расизм» пишет:

«Власть дала Западу «законное право» клеймить других, «дикарями» или «отсталыми», и, таким образом, нести с собой просветление, истребляя или «укрощая» этих «дикарей». Процесс, посредством которого Запад навязывает этим нациям своё представление, ... оказался бы бесполезным без помощи людей, которые так сильно желают перенять западное представление об отсталости их собственной культуры и традиций, а также чувствуют острую необходимость в том, чтобы они [культура и традиции] были заменены «прогрессивными» западными моделями и идеями... Культурная колонизация основана на вере в то, что одна культура является низшей и должна быть уничтожена и полностью переписана другой». — Aleksic, T. «Benevolent Racism: Can the Other Represent Itself?»
Для того, чтобы покорить народ, колонизаторы уничтожали взрослых, которые уже обрели прочную культурную самобытность. Впоследствии, оставшуюся молодёжь 'приручают' в соответствии с нормами иностранного завоевателя.
Несмотря на свою политическую независимость, бывшие колонии - "развивающиеся страны" -  все также остаются привлекательным местом для притока иностранных инвестиций со стороны бывших колонизаторов - "развитых стран". И эти бывшие колонизаторы продолжают получать прибыль от природных и человеческих ресурсов бывших колоний. Местные компании часто уступают многонациональным, так как считается, что последние имеют более передовые ресурсы и больше конкурентных преимуществ на международном рынке. Однако некоторые эксперты, такие как Шиллер и Ивен считают, что такие компании, как правило, используют свою власть для продвижения западных ценностей.

## Факторы, способствующие ксеноцентризму[10]

### Зарубежное влияние на образование
Во многих странах (особенно слаборазвитых), современная система образования находится под влиянием идеалов иностранного образования. Система образования прямо или косвенно превозносит иностранную культуру, выдвигая на первый план её лучшие особенности, и в большинстве случаев, преднамеренно игнорируя существующие недостатки культуры.

### Консервативная система
Во многих странах законы не учитывают мнений определённой части общества. Такие строгие законы не могут удовлетворить либеральные требования народа. Законодатели утверждают, что существующие законы составлены в соответствии с их родной культурой, а любые поправки заденут чувства большей части общества. Тогда, часть общества, потребности которой не были удовлетворены, испытывает ксеноцентризм.

### Низкое качество продукции и тяжелое экономическое положение
Это, пожалуй, самые распространённые причины возникновения ксеноцентризма. Это происходит тогда, когда человек видит, что местный рынок предлагает продукцию более низкого качества, в сравнении с другими рынками.

### Влияние других культур
Когда человек находится в постоянном контакте с другими культурами, то он не может избежать сравнения своей и иностранной культуры. В случае, если это сравнение не в пользу своей культуры, то оно может привести к ксеноцентризму.
Таким образом, все рассмотренные факторы свидетельствуют о том, что именно сравнение приводит к ксеноцентризму.

## Примеры ксеноцентризма[3]
- Американцы верят, что в Европе производятся более качественные автомобили, вино, сыр, духи.
- Европейские художники эпохи Возрождения стремились подражать произведениям искусства Древней Греции.
- Считается, что ирландское пиво качественнее отечественного.
- В Индии британский образ жизни, французская мода, японские электронные устройства (ТВ, магнитофоны, мобильные телефоны, стиральные машины и т.д.) и швейцарские часы ценятся намного выше отечественных.[11]
- В советском обществе почти фетишизировались вещи (одежда, мебель, посуда, бытовая техника) заграничного происхождения (в силу низкого качества отечественных товаров широкого потребления, обусловленного государственной политикой приоритетного развития отраслей промышленности І группы (тяжелой и военной промышленности) в бывшем СССР).[12]
- Жители Филиппин хвастаются своими автомобилями, импортируемыми из США, итальянскими сумками, американскими платьями и рубашками, швейцарскими часами, китайским шёлком, и ювелирными изделиями из Гонконга.[13]

## Негативные последствия
Ксеноцентризм может иметь экономические последствия: если люди предпочитают зарубежные товары своим, то это не может не отражаться на структуре экономики, в которой импорт будет преобладать над экспортом. В этом плане ухищрения, на которые идут компании, борясь с этим явлением (например, давая своим изделиям названия, созвучные с известным иностранным брендами), всего лишь полумера.
Другие примеры :
- Кризис культурной идентичности;
- Высокая вероятность миграции в другие страны;
- Падение местного рынка;
- Уменьшение количества рабочих мест;
- Упадок морального духа.

В случае распространения среди больших групп единомышленников, ксеноцентризм может привести к политической поляризации.
В наше время, ксеноцентризм является неизбежным, поскольку современному обществу представлен широкий спектр продукции, идей, представлений, достижений прогресса других культур.